# 序の舞 (映画)
『序の舞』（じょのまい）は、1984年の東映京都製作・東映配給の日本映画。名取裕子主演・中島貞夫監督。
上村松園の生涯をモデルとした宮尾登美子の同名小説の映画化。明治の世、しかも古い慣習を尊ぶ古都を舞台に、未婚の母として強く生き抜いた女流画家の波乱の生涯を描く。

## あらすじ
貧しい農家の9歳の少女・勢以が、京都で葉茶屋『ちきりや』を営む島村家の養女となったのは安政5年(1858年)のことだった。ひたむきに茶葉の技術や店のことを教わる勢以だったが20歳の頃に養父母を相次いで亡くし、翌年婿を取って結婚するも二児の母となった直後26歳で未亡人となる。その後勢以は懸命に店を守って2人の子供を育て、小学校を卒業した次女・津也は恩師・西内太鳳に勧められて名のある画家・高木松溪の絵画塾に通い出す。
明治23年(1890年)16歳となった津也は、師匠である松溪の指導を受けて絵の腕を上げて絵画展で賞をもらい、勢以と姉の3人で喜びを分かち合う。師匠から「松翠」の雅号を授かり、天才少女として名を馳せる。そんな中太鳳が絵画の勉強のため数年間ヨーロッパ留学することになり、津也は寂しさを紛らわせるように絵画の勉強に没頭する。翌年のある日松溪の熱のこもった指導を受けた津也は、師匠に誘われて料亭で食事をした後妻帯者である彼と強引に男女の関係を結ばされてしまう。しかし絵描きとして有名な松溪は展覧会の審査員を任される事があり、彼を拒否することは絵描きを辞めることに等しく、津也はその後も彼と不倫関係を続けることに。
明治26年、津也は国が主催の絵画展で賞を取り一人前の画家として認められる存在となり、同じ頃姉が嫁入りして勢以と津也は2人暮らしになる。それからしばらくして独身にもかかわらず津也の妊娠が発覚し、勢以から問いただされて「松溪と不倫してできた子」と告白する。母は半狂乱になり絵を学ばせたことを後悔し、知人に頼んで津也を人里離れた他所の家に住まわせ、数ヶ月後ひっそりと出産した赤子を里子に出す。
出産後津也はそのまま失踪し、勢以は心配するも心を鬼にして娘が絵を辞めるまでちきりやの敷居を跨がせないと先祖に誓う。数日後、太鳳が留学から帰国して絵画展に出品された彼の絵が評判となり、そのことを知った津也は彼が暮らしている長浜の寺に向かう。津也は太鳳の弟子を志願すると松溪の絵画塾を辞めた理由を聞かれ、師匠との間に起こったことを正直に話して弟子になることを許される。津也は太鳳のもとで絵の修行を続けて明治29年の展覧会で松溪の絵を抜いて彼女の絵が一等の評価を得て、ある商人から祝いの席に招かれる。
しかしその祝の場には松溪がおり、騙されたことに気づく津也だったが覚悟を決めて数年ぶりに師匠に会うと、妻を亡くした彼に気を許して体の関係を持ってしまう。後日、絵画展の審査員を任された松溪と太鳳が鉢合わせ、その宴の席で「弟子の津也を横取りした」と言う松溪と、彼女から事情を聞いた太鳳が口論となってしまう。松溪から「津也は今でもわしの女。その証拠にあいつのお腹には俺の子が宿ってる」と打ち明けられた太鳳は、それが事実だと分かり翌日彼女を破門にしてしまう。
絶望した津也は、海辺で堕胎薬を飲み中絶しようとする。そこへ母親の勢以がかけつけ、家で産めばよいと言い、母子は和解する。出産した津也とちきりやは世間から冷たく扱われるが、勢以は堂々としていた。3か月後、太鳳は破門を解き、津也は画壇に復帰する。
大正7年、第一回文展の会場には、松翠の絵画「母子」、そしてそれを呆然として見上げる松溪の姿があった。

## キャスト
島村勢以（せい）
演 - 岡田茉莉子（少女時代：小林綾子）
葉茶屋(茶葉を売る店)の養女となり、その後婿を取るも未亡人となり2人の娘を抱えながら1人で店を切り盛りし育て上げる。子供の頃から真面目でひたむきな性格で努力家な反面、頑固で気の強い性分を持ち合わせている。また、成長する過程で島村家及びちきりやの名に恥じぬ行動を心がけるようになる。娘たちが成長してからは、2人の行動に一喜一憂の日々を過ごす。
島村津也（つや）
演 - 名取裕子（少女時代：野口一美）
勢以の次女。家族や知人から『つーさん』と呼ばれている。快活で大胆な性格だが少々そそっかしい。子供の頃から絵を描くことが得意で、16歳ぐらいから“島村松翠(しょうすい)”の名で主に美人画を描き始める。
島村志満（しま）
演 - 水沢アキ（子供時代：高橋美樹、少女時代：杉沢美紀）
勢以の長女。妹想いの性格だが、幼い頃に勢以が赤ん坊の津也の世話に忙しかったため赤ちゃん返りをした時に右腕にヤケドをしたことがある。大きくなると葉茶屋で勢以の仕事を手伝い始める。
高木松溪（しょうけい）
演 - 佐藤慶
絵画塾『松溪塾』の先生。津也の絵の師匠。塾生たちに絵の描き方、心がまえを教える。妻がいるが子供はいない。いつしか津也と男女の関係になる。
西内太鳳（たいほう）
演 - 風間杜夫
津也が通う小学校の教師。絵が上手く誠実な性格でもあることから津也から憧れられている。小学生時代の津也に卒業後、『松溪塾』に通うことを勧める。明治23年に絵の勉強をするため、数年間海外留学する。その後帰国して津也と再会する。
村上徳二
演 - 三田村邦彦
松溪塾の門下生の1人。絵画塾で共に絵の勉強をする内にいつしか津也に好意を寄せ始める。数年後、東京の芝居小屋で舞台背景を描く仕事に携わる。
斉藤松洲
演 - 三沢慎吾
橋田雅雪
演 - 野口貴史
滝川恭山
演 - 草薙良一
原在泉
演 - 岩田直二
今尾景年
演 - 徳田興人
菊地芳文
演 - 川浪公次郎
望月玉泉
演 - 白川浩二郎
島村くら
演 - 富永佳代子
産婆
演 - 石井トミコ
津也の出産に立ち会い赤子を取り上げる。
高級料亭の女将
演 - 三浦徳子
薬屋の老人
演 - 江幡高志
自身の店に、津也がある薬を買いに訪れる。
高浜の漁師
演 - 市川好朗
勢以の叔父
演 - 草薙幸二郎
利作
演 - 細川純一
勢以の祖母
演 - 和歌林三津江
商家の女子衆
演 - 山村紅葉
坂本の老婆
演 - 岡島艶子
田舎の村の家の住人。津也がお産までの数ヶ月間居候させてもらう。
近所のおかみさん
演 - 丸平峰子、星野美恵子、澤亜樹、徳永真由美
勢以の婿養子
演 - 白井滋郎
勢以の夫。志満と津也の実父。ちきりやを継ぐために島村家に婿入りするも、5年後に急死する。
髪結床の主人
演 - タンクロー
芝居小屋の親方
演 - 有川正治
東京浅草の芝居小屋で裏方職人たちをまとめる。
ちきりやの若主人
演 - 大木晤郎
仲居
演 - 江田真弓
俥屋
演 - 小谷浩三
ちきりやの番頭
演 - 壬生新太郎
ちきりやの手代
演 - 菅谷裕之
くれ竹の女中
演 - 大川かつ子
伏見玉家の女中
演 - 門馬由香
郵便夫
演 - 田中博
松溪塾々生
演 - 山田良樹、高谷舜
人力車夫
演 - 木下通博、浅井誠
昌徳寺の小坊主
演 - 甘枝靖
長浜にある寺で修行中の坊主。一時、太鳳がこの寺のふすまに絵を描くために数日間を寝起きする。
太鳳塾内弟子
演 - 峰蘭太郎
小女
演 - 七瀬けい子
川上音二郎
演 - なぎらけんいち
演芸場のような場所で大勢の観客の前で『オッペケペー節』という歌を歌う。
喜代次の付人
演 - 津島道子
主家ちきり家主人
演 - 五十嵐義弘
島村甚八
演 - 大坂志郎
光彩堂の主人
演 - 北村英三
絵画で賞を獲った津也とお近づきの印として、祝の席をもうける。
慶長堂の主人
演 - 織本順吉
山勘
演 - 成田三樹夫
絵を買う怪しげな業者。女性の絵描きを見下すような発言をしている。津也に枕絵を描く仕事を勧める。
喜代次
演 - 三田佳子
乳児を里子に出す家と養父母になる家との間に入り世話をする仕事をする。津也を坂本の老婆の家に案内する。
島村麻
演 - 菅井きん
勢以の実母。8人ぐらいの家族だったが貧しいため、9歳の勢以を養女に出す。その後何度かちきりやに訪れて勢以にあれこれと助言する。
ちきりやの内儀
演 - 高峰三枝子
勢以から『母屋のご隠居はん』と呼ばれている。勢以の養父母が生前世話になっていた女性で、養父母亡き後時々後勢以と会って目をかけている。
ナレーション
演 - 市原悦子
冒頭の勢以がちきりやの養女になった少女時代の頃や結婚後して2人娘を産んだ後、未亡人となったことなどを説明する。

## スタッフ
- 監督: 中島貞夫
- 原作: 宮尾登美子
- 脚本: 松田寛夫
- 撮影: 森田富士郎
- 音楽: 黛敏郎
- 美術: 井川徳道、佐野義和
- 録音: 栗山日出登
- 照明: 増田悦章
- スチール: 金井謹治
- 編集: 市田勇
- 助監督: 清水彰
- アドバイザー: 西村豊、朝永桐世
- 劇中画: 山本六郎
- 企画: 日下部五朗、奈村協
- 製作会社: 東映京都撮影所
- 配給: 東映

## 製作の経緯

### 企画
1982年の『鬼龍院花子の生涯』の大ヒットで、東映は“女性文芸大作路線”の手応えを掴んだことから、1983年の『陽暉楼』に続き、宮尾登美子原作ものとして企画が挙がった。五社英雄監督の高知ものは、東映の得意とするやくざや女郎の世界だったが、本作は全然色が違う。最初は主演・佐久間良子、監督は蔵原惟繕を予定していた。蔵原は悪条件の中、「青春の門二部作」を東映で撮ってもらったことからの抜擢だったが、蔵原に『南極物語』の海外キャンペーンや映画祭などで忙しいと断られた。蔵原には代わりに『ぼたん雪』という企画も打診したが、こちらも製作されなかった。1983年8月に中島貞夫が監督に抜擢され、1984年の正月映画で大作一本立て興行になることが決まった。初めて女性映画を演出する中島は「場違いという感じもするが、女性を描きたくて映画界に入ったので、この映画と心中するつもりでがんばりたい」と意欲を燃やした。映画関係者からは、東映は1984年の正月は、松坂慶子・深作欣二コンビで『ひとひらの雪』をやるのではと認識されていた。 『序の舞』は映画と合わせ、テレビドラマ、舞台でも製作された。公開はテレビドラマ→映画→舞台の順。

### トラブル
上村松園の子・上村松篁が製作当時、京都画壇の中心的存在で、松篁自身は映画化に反対でなかったとされるが、松園の孫から映画化を反対された。宮尾登美子の原作でも実名を使っておらず、あくまでモデルであるため、東映としては朝日新聞に連載された原作権を元に映画を作ると突っぱねた。訴訟問題が起きたとしても仕方ないと考えていたが、映画の中で上村松園の絵を使わなくてはリアリティが出ず、実際の絵はライトを当てると痛むため、模写になるが、あまりいい加減な絵は使えないから著作権の問題もあり、どうしても遺族から許可を取らなければならない必要があった。東映での映画化に警戒心も抱かれ、交渉は膠着状態になり、新たな交渉相手として松園の孫娘の亭主で、当時の国税庁長官・福田幸弘が現れた。さらに堅そうな肩書の人物が出て来て、難航が予想されたが福田が折紙つきの映画狂で融通が利き、映画化が成った。

### 脚本
脚本の松田寛夫は監督が未決定の時点で、シナリオを書き始め、1983年8月に完成。この後監督が中島貞夫に決まり、1983年9月一杯かかり松田の手を離れた。『シナリオ』1984年4月号に掲載された松田の決定稿とは撮影台本は異なる。原作は津也こと上村松園の母、つまり勢以こと仲子の物語であるが、映画としては若い女がメインの話がよく、岡田茂東映社長からは「エロだけでいける」等と指示され、松田寛夫は脚本に苦労したとされる。ラストシーンでも岡田社長とかなり揉めた。松田脚本は原作にかなりの手が入っているが、宮尾も映画化が三度目で、映画と原作は違うと分かってくれていたと監督の中島は話している。

### キャスティング
1983年のNHK朝ドラ『おしん』の少女時代の熱演で、大人気となった小林綾子を巡り、映画各社が異常な争奪戦を繰り広げたが、運よく小林が東映所属の女優であることから、初CM出演と同様、本作の出演が難なく決定し、島村勢以の少女時代役を演じることになった。また、上村松園をモデルとするヒロイン・島村津也役には、最初に『おしん』でおしんの成年期を演じた田中裕子に出演交渉し、『おしん』人気をそっくり頂こうと目論んだが、田中から「スケジュールが無理」と断られた。田中は1982年に幻燈社と東映で製作した『ザ・レイプ』には出演したが、松竹と優先本数契約を結んでいて続けての東映出演はダメだった。それならばと、同じ裕子の名取裕子でいくことになった。
名取は芸能界デビューと同時に東宝と三年解約を交わしていたものの、テレビ中心で映画では役に恵まれず。良家のお嬢さんや学校の先生役などを難なくこなしてきたが、同じコンテスト出身の古手川祐子や田中裕子と同じ"ユーコ"の名を持つ女優に人気と実績で水をあけられていた。1982年のNHK「土曜ドラマ」『けものみち』の悪女役を好演し、脚光を浴びたが、まだおキャンな女子大生イメージが残っており、本格的な初主演映画である本作は遅れてきた"ユーコ"の女優開眼の好機を迎えたと見られた。名取は「映画の話はいろいろ頂いていたんだけど、やたら脱ぎまくるのばかりでね(笑)。とにかく、自分がこれならと思える役が来るまで映画はやらないって決めてたの。随分待ってて、やっと掴んだ役だった。待っててよかった」、「『序の舞』は原作読んでて、やりたいなー、と思ってたんです。そりゃ主役は気持ちいいですよ(笑)。しかもこんなメジャーな映画で主役ですからね。映画はほとんど初めてでしょ。プレッシャーを感じています。津也の女として贅沢な、欲張った生き方が素敵ですよね。職業を持った女としても、勿論才能にも恵まれてたんだろうけど、いつも止まらないでしょ。諦めない。降りない女。生きるための糧になってて...凄い生き方ですよね。人に頼ってないでしょ。その分辛いけど、女が自分にしたことに始末をつける。つけられる女っていい女だと思う」「女優の道やっていこうと思ったのは『けものみち』からです。相手役が西村晃さんで親切に教えて下さったんです。面白かったな。女優って楽しいですもの。やってること自体楽しいですし、一つ仕上げるこのと楽しいです」などと話した。数年前まで「ひょうたんからコマで女優になって、今も一応女優してます」などとアッケラカンと話していたが、ヌードを初披露するなど大胆演技で熱演した本作撮影終了後のインタビューでは「芝居のうまい人は、他にたくさんいるし、この役をやりたい人もたくさんいた。そういう人たちに負けたくないぞという気持ちでこの役を受けた」「アタシのハダカで女のサガが出せるものならやってみようってんで、思いっきり脱いだの。わけもなくハダカになるポルノはイヤだけど、今度のは女の哀しさをテーマにした文芸作品ですからね。ちゃんと女を描くためには、SEXシーンだって出てこざるをえないわけでしょ。だから素材として(笑)、アタシの体を提供しちゃった。それにだいたいアタシエロティックなものって大好き。だって人間の原点の一つなんだもの。関心があって当然だと思うわ。松園ができるのは女優の中でアタシだけ、なんて過激な発言しちゃったりして(笑)。それというのも大学生のころから、古典文学とか、日本画とか日本の古いものが好きで、松園の美人画も画集でよく見てたからなの、それに絵だけでなくて、あの人の生き方に共鳴しちゃう。わがままで、奔放で、明治っていうモラルのうるさい時代に未婚の母になった。素敵だわ。ぜひやりたい役だったんですよ」「多少なりとも役柄に必要な硬質の部分が出せた。年齢的にはギリギリだったと思う。ああいう娘役は」「映画って、スタッフが少しでもいい顔に、いい声に撮ってくれようとする。女優ってそういうふうに見つめられていく中で、変わっていくんじゃないかな。女として一人の人に愛されるのもいいけど、私は今のように大勢の人に愛される方がいい」などと女優の醍醐味を深く味わったと話した　名取は役をやるにあたり、出っ歯ぽいのが少女っぽいと感じ、前歯を抜いて差し歯にした。　
ドラマのもう一つの縦軸が島村津也の母・勢以の物語だが、中島が岡田茉莉子が適役とキャスティングを希望した。名取は"岡田茉莉子体験"として「"恐ろしい世界だ"と思った。それも時によりけりで、過ぎると痛々しいですよね。時代が違うんだから、アップ・トゥ・デイトでないとね。これからは女優も変わっていっていいと思う。時代の流れだから、その時はそれで良かったけど、今の時代のカッコ良さって、そういうんじゃないと思う。少なくとも私の美意識ではそうね」などと話した。
ヒロイン・勢以（名取裕子）の処女を奪う日本画壇の重鎮で、名取が通う画塾の先生役には、佐藤慶が愛染恭子との"本番"映画『白日夢』(1981年)以来の大役として抜擢された。佐藤は「中島貞夫監督が私を起用したのも、そこを見込まれたからだと思う」と話し、名取を脅かした。この発言を受け、名取は「私も全てをさらけ出します」と動じなかった。名取との濡れ場シーンはかなりカットされているという。

### 撮影
1983年10月20日クランクイン、本格撮影は1983年11月7日から。中島は1982年の土曜ワイド劇場『ヒット曲は殺しのテーマ 忘れない女』で名取を演出したことがあったが、名取が脱ぐ脱がないで泣き出し、名取の所属事務所と揉めた。このため名取のヒロインは無理なんじゃないかと思ったが、東映の方針だった（中島は1967年に東映を退社してフリー）。このため濡れ場等、重要なシーンは後回しにして撮影した。名取はそれまでの仕事は必ずかけもちだったが、10月初めから暮れまで京都に二ヵ月あまりカンヅメで本作の撮影に没頭した、殆んど出ずっぱりで、現場に接している時間も長く、みんなでいい作品を作るために一生懸命打ち込む姿勢を眼のあたりにして心を打たれた。名取はその後は連日映画のキャンペーンでテレビのワイドショーなどに出演した。

### 美術
撮影の森田富士郎、美術の井川徳道、照明の増田悦章の三人が京都出身で、明治から大正にかけての京町家の暮らしを再現したいと切望。美術の井川は、上村松園が実際に育った京都市四条通御幸町のような京町家の再現を構想した。井川と中島貞夫が嵐山に大きなセットを組み、そこに屋内まで組み込みたいと製作部に強く働きかけた。製作部の力がグンと弱まり、実績のある監督を抑えきれない状況になっており、岡田社長が激怒しこれを却下、屋内は「(京都)撮影所を使え」と命じた。しかし井川が「作品の出来はこのセットで決まる」と譲らず、京都中を歩き、撮影所に近い嵯峨野に北山を背後に見晴らす変電所の前の材木置き場を探し出した。そこへ四条通の一角を造り、予算の都合もあり、片側だけ町家のセットを組み、撮影後に編集する方法を提案し、岡田社長から何とか承諾を得た。オープンセットは製作費4000万円と書かれた文献がある。
ストーリー上、重要な意味を持つ上村松園の絵は、他のものを削っても絶対にこの作品には欠かせないと判断し、京都市立芸術大学の教授のスタッフ総がかりで京都撮影所の近くの部屋に一ヵ月籠ってもらい、10数点を模写したが、その予算だけで3000万円。宮尾が「映画ってのはスケールがある」と吃驚していたという。モデルサイドとの約束で映画以外には使わない、展示もダメと約束を交わしていたため、撮影後に廃棄処分された。日下部が廃棄されるのが忍びなく、掛軸を一本くすねて持ち帰り自宅の床の間に飾った。

## 作品の評価
第8回タシケント国際映画祭で映画芸術特別大賞、インド国際映画祭で中島貞夫が監督賞を受賞。

## エピソード
映画初主演に名取裕子は大張り切りで、東映京都撮影所で行われた製作発表記者会見で「映画は初出演」と発言。記者から「東宝で『関白宣言』などに出ていたではありませんか」と質問されると「あんなのは映画と思いません。テレビドラマみたいなものです」と大胆な答えをして記者たちを煙に巻いた。

## ソフト状況
東映ビデオより、レンタルビデオ専用で出ていた。セルビデオは不明。